# La Morera de Montsant
Pour les articles homonymes, voir Montsant.
La Morera de Montsant est une commune de la province de Tarragone, en Catalogne, en Espagne, de la comarque de Priorat.